# Sistema svizzero
Il sistema svizzero è un criterio utilizzato in competizioni di giochi come scacchi, bridge e squash o in molti tornei di giochi di carte collezionabili come Magic: l'Adunanza, Pokémon Trading Card Game e Yu-Gi-Oh!. Fu creato a Zurigo nel 1889, durante un torneo di scacchi: consiste nell'accoppiare, nell'ambito di un torneo, di volta in volta giocatori che abbiano accumulato un eguale punteggio (oppure, in mancanza, giocatori con un punteggio vicino).
L'iniziale accoppiamento è svolto in base ad un presunto indice di abilità (per esempio, l'Elo negli scacchi) che divide i partecipanti in due gruppi: nel primo rientrano, elencati per ordine di punteggio, i giocatori più forti mentre nel secondo i rimanenti (sempre elencati in ordine di punteggio). Il miglior giocatore del primo gruppo viene accoppiato con il miglior giocatore del secondo, e così via: negli scacchi si cerca, nei limiti del possibile, di far giocare lo stesso numero di partite sia con il colore bianco che con il colore nero.
Il regolamento completo per gli scacchi è gestito dalla FIDE, i cui organizzatori si avvalgono di un computer e di un apposito software: tale sistema è proprio di tornei con un alto numero di partecipanti e scontri non 
ad eliminazione diretta. Quando invece due o più giocatori riportano il medesimo punteggio nel contesto di una classifica, si ricorre a sistemi di spareggio come il sistema Buchholz.